# Merodon rufus
Merodon rufus är en tvåvingeart som först beskrevs av Macquart 1835.  Merodon rufus ingår i släktet narcissblomflugor, och familjen blomflugor.
Artens utbredningsområde är Algeriet. Inga underarter finns listade i Catalogue of Life.